# Han Xian (Dinastia Han)
En aquest nom xinès, el cognom és Han.
Han Xian (mort el 197 EC) va ser el líder dels Bandits de la Bandera Blanca durant el període de la tardana Dinastia Han Oriental de la història xinesa. Ell era un amic proper de comandant de cavalleria Yang Feng. Quan Li Jue i Guo Si va mantenir segrestat a l'Emperador Xian de Han, Yang volia derrotar els rebels, però no obstant les seves forces eren massa febles per resistir contra d'ells.
Han va ser llavors reclutat per Yang juntament amb altres dos generals dels Bandits de la Bandera Blanca, Hu Cai i Li Yue. Junt a les forces de Cao Cao, Guo i Li van ser finalment derrotades; no obstant Yang i Han sentiren que Cao era massa ambiciós i els conflictes sorgirien, així que era millor si ells marxaven de la capital. Llavors ells van unir a l'exèrcit de Yuan Shu. Ell per tant va estar servint a Yuan Shu per algun temps. Després que Lü Bu va capturar i matar a l'agent de Yuan Shu, Han Yin, després de descobrir que Yuan estava tractant de prendre com a ostatge a la filla Lü, l'enfurismat Yuan Shu va dirigir un exèrcit de 200.000 men a atacar la ciutat de Xiapi en la Província de Xu. Han i Yang va servir com generals de la rereguarda.
Però amb l'ajut de Chen Gui, un assessor de Lü Bu que era un talp treballant per Cao Cao, a Han Xian se li va dir que Yuan Shu era un rebel tractant de prendre el poder de l'emperador. Amb el seu Sisè Batalló, ell va causar estralls en el camp de Yuan Shu juntament amb Yang i va aconseguir donar a Lü Bu suficient temps per a interceptar el campament de Yuan Shu, forçant a aquest últim a retirar-se. Després de la derrota de Yuan, ell i Yang van ser promoguts per Lü, però tot i això el seu comportament de bandits no va canviar. Ell i Yang van ser sorpresos robant als civils amb el seu exèrcit i van ser executats per Liu Bei.

## Nomenaments i títols en possessió
- General en Cap (大將軍)
- Director de Criats (司隸校尉)